# Dasyprocta ruatanica
Dasyprocta ruatanica är en däggdjursart som beskrevs av Thomas 1901. Dasyprocta ruatanica ingår i släktet agutier och familjen guldharar. IUCN kategoriserar arten globalt som starkt hotad. Inga underarter finns listade i Catalogue of Life.
Arten lever endemisk på ön Roatán som tillhör Honduras. Den vistas där i olika slags skogar. Troligen har arten samma levnadssätt som andra agutier.
Ett exemplar hade en kroppslängd (huvud och bål) av 43,5 cm. Pälsen på ovansidan har en orangebrun färg med svarta streck som orsakas av inblandade svarta hår. Annars har arten samma utseende som Dasyprocta punctata.
Det är oklart om populationen existerar sedan länge och om arten godkänns i framtiden. Enligt lokala källor introducerade öns befolkning agutier från andra regioner.